# Fantasy (casa discografica)
La Fantasy è stata una casa discografica italiana.

## Storia
La casa discografica venne fondata a Milano da Miki Del Prete, con la direzione artistica dello stesso Del Prete e di Pino Massara. L'etichetta, attiva negli anni sessanta, aveva l'obiettivo di ricercare e lanciare nuovi talenti, che venivano poi spesso rilevati dalla casa discografica Clan Celentano, che si occupava anche della distribuzione della Fantasy.
Una delle eccezioni fu Al Bano che, dopo aver debuttato con questa etichetta, continuò poi la carriera con La voce del padrone.
Tra gli altri artisti che incisero per la Fantasy vi furono: Claudia Mori, Bruno De Filippi, Ghigo Agosti e Ico Cerutti.
Molte delle canzoni pubblicate dall'etichetta furono curate, sotto l'aspetto degli arrangiamenti, da Detto Mariano.

## Dischi
La datazione qui riportata si basa sull'etichetta del disco o sulla copertina; qualora nessuno di questi elementi abbia una datazione, è basata sulla numerazione del catalogo; talora è, infine, basata sul codice della matrice di stampa. Se esistenti, sono riportati, oltre all'anno, il mese e il giorno (quest'ultimo dato si trova, a volte, stampato sul vinile).

### 45 giri
| Numero di catalogo | Anno | Interprete       | Titoli                                     |
| ------------------ | ---- | ---------------- | ------------------------------------------ |
| fs 1001            | 1964 | Liù Di Maggio    | Avevo un ragazzo/Terribilmente             |
| fs 1002            | 1964 | Ico Cerutti      | Oh!Sì!Finirà/Inutilmente                   |
| fs 1003            | 1964 | Claudia Mori     | Non guardarmi/Quello che ti dico           |
| fs 1005            | 1964 | Bruno De Filippi | El purtava i scarp del tennis/L'aureola    |
| fs 1006            | 1964 | Ico Cerutti      | L'uomo del banjo/Come mai                  |
| fs 1007            | 1964 | Ghigo Agosti     | Ciao/Conosco Jenny/Non avrei mai creduto   |
| fs 1010            | 1965 | Paula            | Son già tre ore che aspetto/Come mio padre |
| fs 1011            | 1965 | Al Bano          | La strada/Devo dirti di no                 |
| fs 1012            | 1965 | Paula            | Uno così/Cosa dirà di me                   |
| fs 1013            | 1965 | Maria Martin     | Il cielo piange/Più niente da dire         |
| fs 1014            | 1965 | Il Finto Tonto   | Se io fossi te/Mia cara                    |
| fs 1015            | 1965 | Tony Spada       | Dimmi come/Non farti gioco di me           |
| fs 1016            | 1965 | Fiammetta        | Gira al largo/Tornerà                      |